# حسين عبد الله باحارثة
حسين عبد الله عمر با حارثة هو شاعر يمني. ولد عام 1964 في قرية مدوده في وادي حضرموت. بدأ حياته العملية عام 1983 كمعلم. وهو شاعر شعبي وعضو في اتحاد الأدباء والكتاب اليمنيين. غنى أشعاره العديد من الفنانين. صدر له ثلاثة دواوين.